# Wereldkampioenschap veldrijden 1953
Het wereldkampioenschap veldrijden 1953 werd gehouden op 8 maart 1953 in Oñati, Spanje.
Een parcours van iets meer dan vijf kilometer moest vier keer worden gerond wat de totale afstand deze editie tot bijna 22 kilometer  bracht. Er hadden zich 43 renners uit tien landen aangemeld. Uit België, Frankrijk, Italië, Spanje, het Verenigd Koninkrijk en Zwitserland vijf renners, uit Duitsland, Luxemburg en Saarland vier en uit Finland een. Finland, Saarland en het Verenigd Koninkrijk waren voor het eerst vertegenwoordigd. De deelnemers uit Duitsland en Saarland namen als amateur deel.
Er gingen 42 renners van start gingen. De Duitser Zeissner was in de training vooraf gevallen. Na 1950 en 1951 stonden er voor de derde keer drie Fransen op het erepodium. Roger Rondeaux behaalde zijn derde opeenvolgende de titel, in 1950 bezette hij al de tweede plaats. Gilbert Bauvin op plaats twee stond voor het eerst op het erepodium. Na de tweede plaatsen in 1951 en 1952 eindigde André Dufraisse nu als derde. De eerste Belg was Alex Close op plaats acht, een evenaring van de prestatie van Georges Vandermeirsch in 1950 en Firmin Van Kerrebroeck, dit jaar voor de vierde keer deelnemer, in 1952. De Fransman Jean Robic, de eerste wereldkampioen veldrijden, gaf op.

## Uitslagen

### Individueel
| #      | Renner                  | Land                | Tijd       |
| ------ | ----------------------- | ------------------- | ---------- |
| Goud   | Roger Rondeaux          | Frankrijk           | 1u 00' 22" |
| Zilver | Gilbert Bauvin          | Frankrijk           | + 0' 54"   |
| Brons  | André Dufraisse         | Frankrijk           | + 2' 00"   |
| 4      | Hans Bieri              | Zwitserland         | + 2' 45"   |
| 5      | Joaquin Filba           | Spanje              | + 2' 55"   |
| 6      | Pierre Jodet            | Frankrijk           | + 3' 02"   |
| 7      | Juan Aguirrezabal       | Spanje              | + 3' 08"   |
| 8      | Alex Close              | België              | + 3' 35"   |
| 9      | Johny Goedert           | Luxemburg           | + 4' 05"   |
| 10     | Roger De Clercq         | België              | + 4' 45"   |
| 11     | Firmin Van Kerrebroeck  | België              | "onbekend" |
| 12     | Albert Meier            | Zwitserland         |            |
| 13     | Luigi Malabrocca        | Italië              |            |
| 14     | Marco Thewes            | Luxemburg           |            |
| 15     | Pitty Scheer            | Luxemburg           |            |
| 16     | Walter Böss             | Zwitserland         |            |
| 17     | Roland Fantini          | Zwitserland         |            |
| 18     | Cosme Barrutia          | Spanje              |            |
| 19     | Willy Kemp              | Luxemburg           |            |
| 20     | Paul Nyman              | Finland             |            |
| 21     | Miguel Chacon           | Spanje              |            |
| 22     | José Michelena          | Spanje              |            |
| 23     | Heinrich Ruffenach      | Saarland            |            |
| 24     | Graziano Pertusi        | Italië              |            |
| 25     | Sergio Toigo            | Italië              |            |
| 26     | Franz Reitz             | West-Duitsland      |            |
| 27     | Calixte Van Steenbrugge | België              |            |
| 28     | Mario Rossi             | Italië              |            |
| 29     | Günther Debusmann       | Saarland            |            |
| 30     | W. Parrott              | Verenigd Koninkrijk |            |
| 31     | Harold Sutter           | West-Duitsland      |            |
| 32     | Edney                   | Verenigd Koninkrijk |            |
| 33     | K. Edward               | Verenigd Koninkrijk |            |
|        | Georges Furnière        | België              | DNF        |
|        | Edi Ziegler             | West-Duitsland      | DNF        |
|        | Jean Robic              | Frankrijk           | DNF        |
|        | Ulisse Gatto            | Italië              | DNF        |
|        | Lothar Friederich       | Saarland            | DNF        |
|        | Josef Rupp              | Saarland            | DNF        |
|        | Brock                   | Verenigd Koninkrijk | DNF        |
|        | McAteer                 | Verenigd Koninkrijk | DNF        |
|        | Fritz Schär             | Zwitserland         | DNF        |
|        | Oskar Zeissner          | West-Duitsland      | DNS        |

### Landenklassement
Op basis klasseringen eerste drie renners.
| # | Land                | Punten |
| - | ------------------- | ------ |
| 1 | Frankrijk           | 0006   |
| 2 | België              | 0029   |
| 3 | Spanje              | 0030   |
| 4 | Zwitserland         | 0032   |
| 5 | Luxemburg           | 0038   |
| 6 | Italië              | 0062   |
| 7 | Verenigd Koninkrijk | 0095   |
|   | West-Duitsland      | 000-   |
|   | Saarland            | 000-   |

1950 · 
1951 · 
1952 · 
1953 · 
1954 · 
1955 · 
1956 · 
1957 · 
1958 · 
1959 · 
1960 · 
1961 · 
1962 · 
1963 · 
1964 · 
1965 · 
1966 · 
1967 · 
1968 · 
1969 · 
1970 · 
1971 · 
1972 · 
1973 · 
1974 · 
1975 · 
1976 · 
1977 · 
1978 · 
1979 · 
1980 · 
1981 · 
1982 · 
1983 · 
1984 · 
1985 · 
1986 · 
1987 · 
1988 · 
1989 · 
1990 · 
1991 · 
1992 · 
1993 · 
1994 · 
1995 · 
1996 · 
1997 · 
1998 · 
1999 · 
2000 · 
2001 · 
2002 · 
2003 · 
2004 · 
2005 · 
2006 · 
2007 · 
2008 · 
2009 · 
2010 · 
2011 · 
2012 · 
2013 · 
2014 · 
2015 · 
2016 · 
2017 · 
2018 · 
2019 ·
2020 ·
2021 ·
2022 ·
2023 ·
2024 ·
2025

Categorieën

Mannen elite · 
vrouwen elite · 
mannen beloften · 
vrouwen beloften · 
jongens junioren · 
meisjes junioren · 
gemengde estafette

Voormalig:
mannen amateurs